# ムニル・ダル
ムニル・ダル（Munir Ahmed Dar、1935年3月28日 – 2011年6月1日)は、パキスタンのフィールドホッケー選手。インドのパンジャーブ州アムリトサル出身。
弟のタンヴィルもホッケー選手。3度のオリンピック代表になり、1枚の金メダルと2枚の銀メダルを獲得している。1960年ローマオリンピックでの優勝はパキスタン史上初めての金メダルである。